# Gökhan Töre
Gökhan Töre (* 20. Januar 1992 in Köln, Deutschland) ist ein türkischer Fußballspieler. Der Offensivspieler ist hinter den Spitzen oder auf den Außenbahnen einsetzbar.

## Vereinskarriere

### Anfänge und Jugend bei Bayer 04 Leverkusen
Gökhan Töre spielte bis zu seinem siebten Lebensjahr beim SV Adler Dellbrück im Kölner Stadtteil Dellbrück im Stadtbezirk Mülheim. Er wechselte im August 1999 in die Jugendabteilung von Bayer 04 Leverkusen.

### FC Chelsea
Nach seiner abgeschlossenen mittleren Reife im Jahre 2009 wechselte er in die A-Jugend des FC Chelsea. Bayer Leverkusen besaß eine Rückkaufoption, mit der Töre für eine festgelegte Summe zurückgeholt werden konnte. Sein Vertrag beim FC Chelsea lief bis zum 30. Juni 2012. Über die genauen finanziellen Bedingungen des Transfers vereinbarten die Klubs Stillschweigen.
In der Saison 2009/10 gewann er mit seiner Mannschaft die Jugendmeisterschaft, wobei Töre einer der Schlüsselspieler war und mit guten Leistungen überzeugte. Nach einem Jahr in der Jugendmannschaft wurde er in Chelseas Reservekader übernommen. In der Saison 2010/11 erzielte er vier Tore und gewann mit seinem Team die Premier Reserve League. Im Endspiel am 16. Mai 2011 gegen die Blackburn Rovers Reserves, das nach regulärer Spielzeit mit 1:1 endete, gab er die Vorlage zum Treffer seiner Mannschaft; im Elfmeterschießen, das Chelsea mit 5:4 gewann, verwandelte er den zweiten Elfmeter. Mit 16 Einsätzen war er der meist eingesetzte Spieler im Reserve-Kader. Obwohl er mit der A-Mannschaft trainierte, kam er bei keinem Pflichtspiel dieser zum Einsatz.

### Hamburger SV

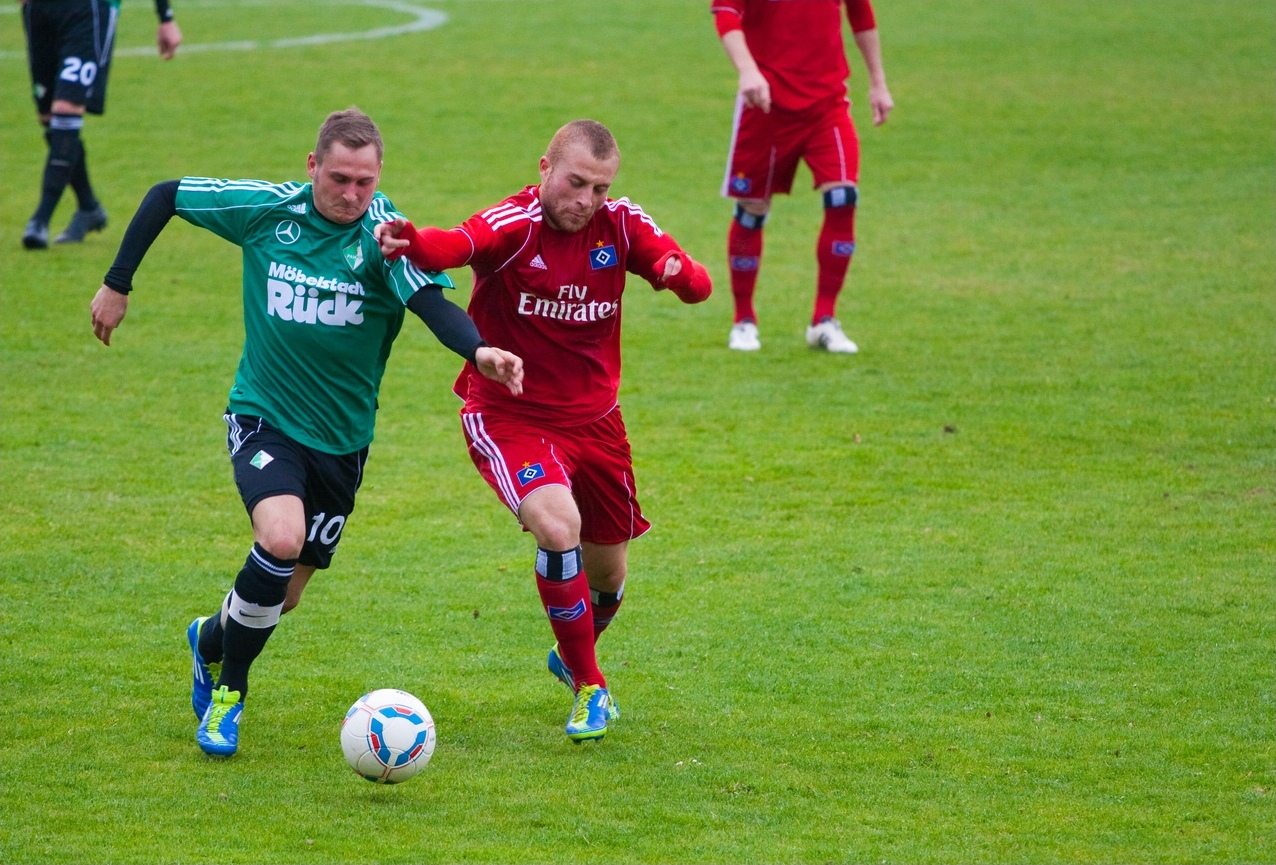
Gökhan Töre (rechts) bei einem Freundschaftsspiel gegen den MSV Pampow, April 2012

In der Sommerpause 2011 wechselte Töre zum Hamburger SV. Er unterschrieb einen Dreijahresvertrag bis zum 30. Juni 2014 und erhielt die Rückennummer 17. Er war nach Michael Mancienne und Jacopo Sala der dritte Neuzugang, den der HSV zur Saison 2011/12 vom FC Chelsea verpflichtete. Mitentscheidend war HSV-Sportchef Frank Arnesen, der Töre bereits aus seiner Zeit als Nachwuchskoordinator, Sportdirektor und Vorstandsmitglied beim FC Chelsea kannte; Arnesen hatte Töre bereits von Leverkusen nach London geholt. Seinen ersten Bundesligaeinsatz hatte Töre am 5. August 2011 bei der 1:3-Niederlage im Auftaktspiel gegen Borussia Dortmund. Er stand dabei in der Startelf und spielte über die volle Distanz.

### Rubin Kasan
Am 26. Juli 2012 wechselte Töre zum russischen Erstligisten Rubin Kasan. Er unterschrieb einen Vierjahresvertrag bis zum 30. Juni 2016. Bei Rubin Kasan kam er nicht über eine Reservistenrolle hinaus. Töre stand in der Liga insgesamt 15-mal im Kader, wobei er zweimal von Beginn an spielte und dreimal eingewechselt wurde. In der UEFA Europa League kam er zu zwei Einsätzen.

### Beşiktaş Istanbul
Zur Saison 2013/14 wechselte Töre auf Leihbasis zum türkischen Erstligisten Beşiktaş Istanbul. Bei Beşiktaş gehörte er zu den Stammspielern und erzielte in 30 Ligapartien vier Tore. Am 8. August 2014 verpflichtete ihn Beşiktaş Istanbul fest für eine Ablösesumme von 4,5 Millionen Euro. Töre unterschrieb einen Fünfjahresvertrag. In der Folgesaison zeigte er in der Liga ähnliche Leistungen; er erzielte vier Tore und bereitete fünf Tore vor.
Für die Saison 2016/17 wurde Töre an West Ham United ausgeliehen. Die Londoner hatten zudem eine Kaufoption. Hier blieb er hinter den Erwartungen zurück und kam in einer Spielzeit zu lediglich fünf Ligaeinsätzen. Daraufhin verzichtete West Ham darauf, die Kaufoption zu nutzen, und so kehrte Töre zu Beşiktaş zurück. Hier fiel er die gesamte Saison 2017/18 verletzungsbedingt aus und kam 2018/19 zu lediglich zwei Kurzeinsätzen. Seine Vertragslaufzeit wurde über die Saison 2018/19 hinaus nicht verlängert.

### Yeni Malatyaspor
In der Sommertransferperiode 2019 wurde er vom Erstligisten Yeni Malatyaspor verpflichtet, ein Jahr später kehrte er zu Beşiktaş Istanbul zurück.

## Nationalmannschaft
Töre spielte ab der U-15 für die türkischen Auswahlmannschaften. Bei der U17-EM 2008 erreichte er mit der türkischen Auswahl das Halbfinale, in dem man gegen Frankreich ausschied. Töre wurde in die „Mannschaft des Turniers“ gewählt, verlor aber die Wahl zum „Spieler des Turniers“ gegen Danijel Aleksić.
2008 und 2009 wurde er von Marco Pezzaiuoli, dem damaligen Trainer der deutschen U-17-Auswahl, zu Lehrgängen des DFB eingeladen, er lief jedoch nie für eine deutsche Jugendauswahl auf.
Guus Hiddink nominierte ihn im Mai 2011 erstmals für ein Spiel der türkischen A-Nationalmannschaft, für das Pflichtspiel am 3. Juni 2011 gegen Belgien in der Qualifikation zur EM 2012. In dem Spiel, das mit 1:1 endete, kam er nicht zum Einsatz. Trotzdem wurde er anschließend vom Nationaltrainer gelobt: „Der Junge bringt alles mit, um sich auf hohem Niveau durchzusetzen“. Zuvor war Töre einmal für die B-Auswahl bei der 0:1-Niederlage am 25. März 2011 gegen die A-Mannschaft aus Finnland aufgelaufen. Er sah in der 4. Minute die Gelbe Karte und wurde in der 69. Minute für Murat Duruer ausgewechselt. Am 10. August 2011 absolvierte er im Testspiel gegen Estland, das mit 3:0 gewonnen wurde, seinen ersten Einsatz in der A-Mannschaft. Er wurde zur Halbzeitpause eingewechselt. Für die Fußball-Europameisterschaft 2016 wurde er nicht in den Kader berufen.

### Bewaffneter Angriff
Am 15. Oktober 2013, nach dem WM-Qualifikationsspiel der Türkei gegen die niederländische Auswahl, stürmte Töre ins Zimmer seiner Teamkollegen Hakan Çalhanoğlu und Ömer Toprak und bedrohte diese mit einer Pistole. Ziel des Angriffs war ein Freund Topraks, der sich im Zimmer befand.
Die türkische Fachpresse schrieb, dass Çalhanoğlu und Toprak nach diesem Vorfall dem Trainerstab der Nationalmannschaft ein Ultimatum gestellt hätten, im Fall einer Nominierung Töres der Nationalmannschaft fernzubleiben. Nach diesem Vorfall befanden sich Töre und die beiden Betroffenen nie gleichzeitig im Mannschaftskader. Nachdem der Nationaltrainer Fatih Terim im Rahmen zweier EM-Qualifikationsspiele neben Çalhanoğlu und Toprak wieder Töre eingeladen hatte, meldeten sich die beiden verletzungsbedingt ab. Dieser Umstand sorgte dafür, dass der Vorfall in der Fachpresse wieder aufgegriffen wurde. Nachdem es für diesen Vorfall lange Zeit keine offizielle Bestätigung gab, bestätigte Çalhanoğlus Vater Hüseyin in einem Zeitungsinterview die bewaffnete Bedrohung seines Sohnes und Ömer Topraks durch Töre und gab an, dass die beiden Spieler und auch Nuri Şahin wegen dieser Aktion verstimmt seien. Er widersprach aber den Gerüchten um ein gestelltes Ultimatum und betonte, dass die Spieler sich wirklich verletzungsbedingt abmeldeten und das nicht als Vorwand benutzten. Çalhanoğlu berichtete am 18. Oktober 2014 im aktuellen sportstudio über den Angriff.

## Erfolge
FC Chelsea
- FA-Youth-Cup-Sieger:  2010
- Premier-Reserve-League-Sieger: 2011

Besiktas Istanbul
- Türkischer Fußballmeister 2016

## Spielweise
Töre erreicht mit beiden Füßen eine in etwa gleiche Schusshärte und -präzision. Er kann in der Offensive sowohl auf dem linken als auch auf dem rechten Flügel oder hinter dem Angriffszentrum eingesetzt werden. Zu seinen Stärken zählen seine Schnelligkeit, Spritzigkeit, Agilität und gute Technik sowie präzise Flanken. Er verfügt über ein weitreichendes Repertoire an Offensivtricks und Finten und wird als sehr guter Dribbler beschrieben, der jedoch häufig zum Eigensinn neigt und zu wenig Defensivarbeit verrichtet.

## Sonstiges
Bei einer Schießerei in einer Diskothek in Istanbul an Ostern 2014 wurde Töre als Unbeteiligter verletzt und musste operiert werden.